# Ste-Marthe (Tarascon)

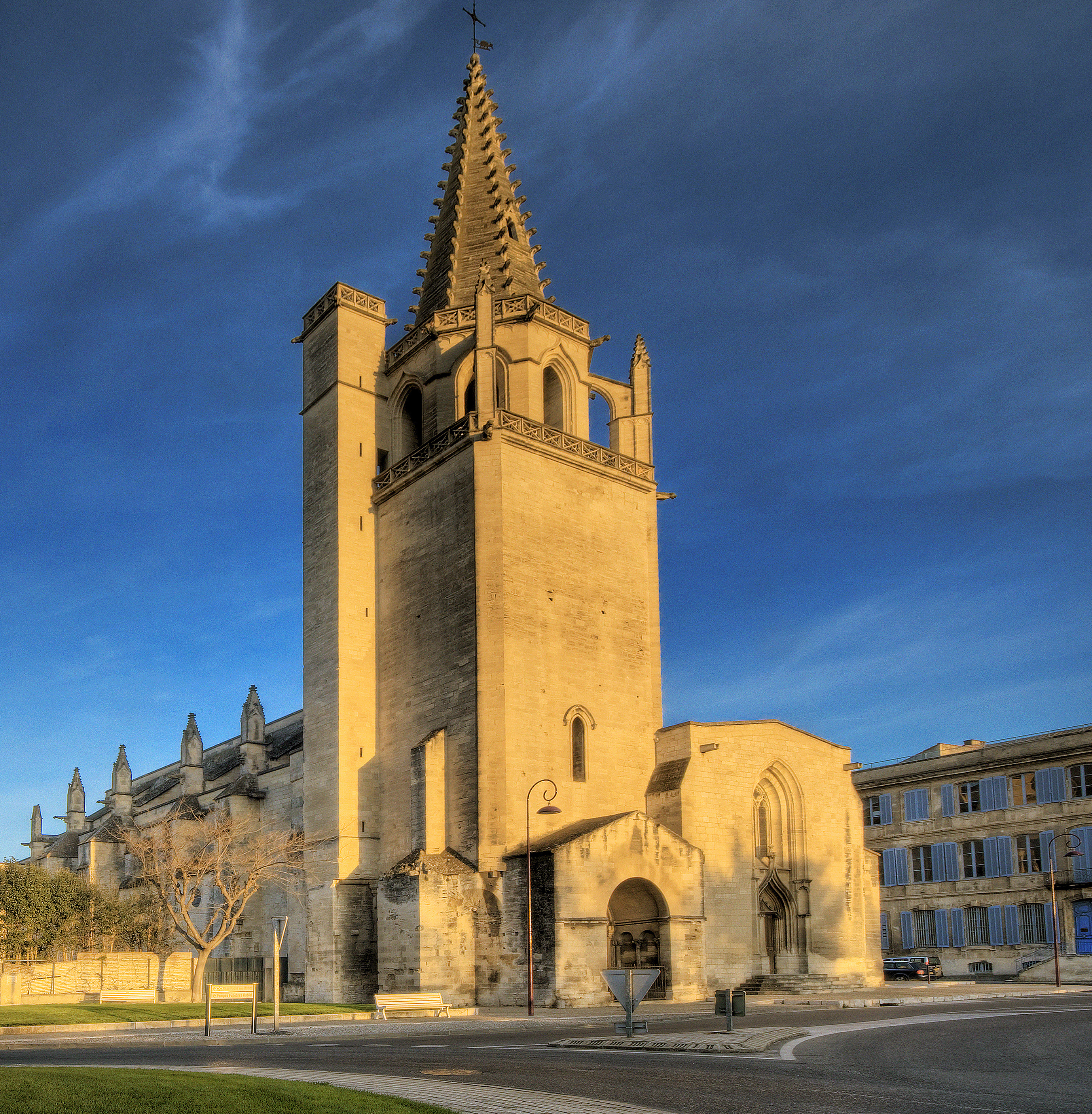
Sainte-Marthe in Tarascon

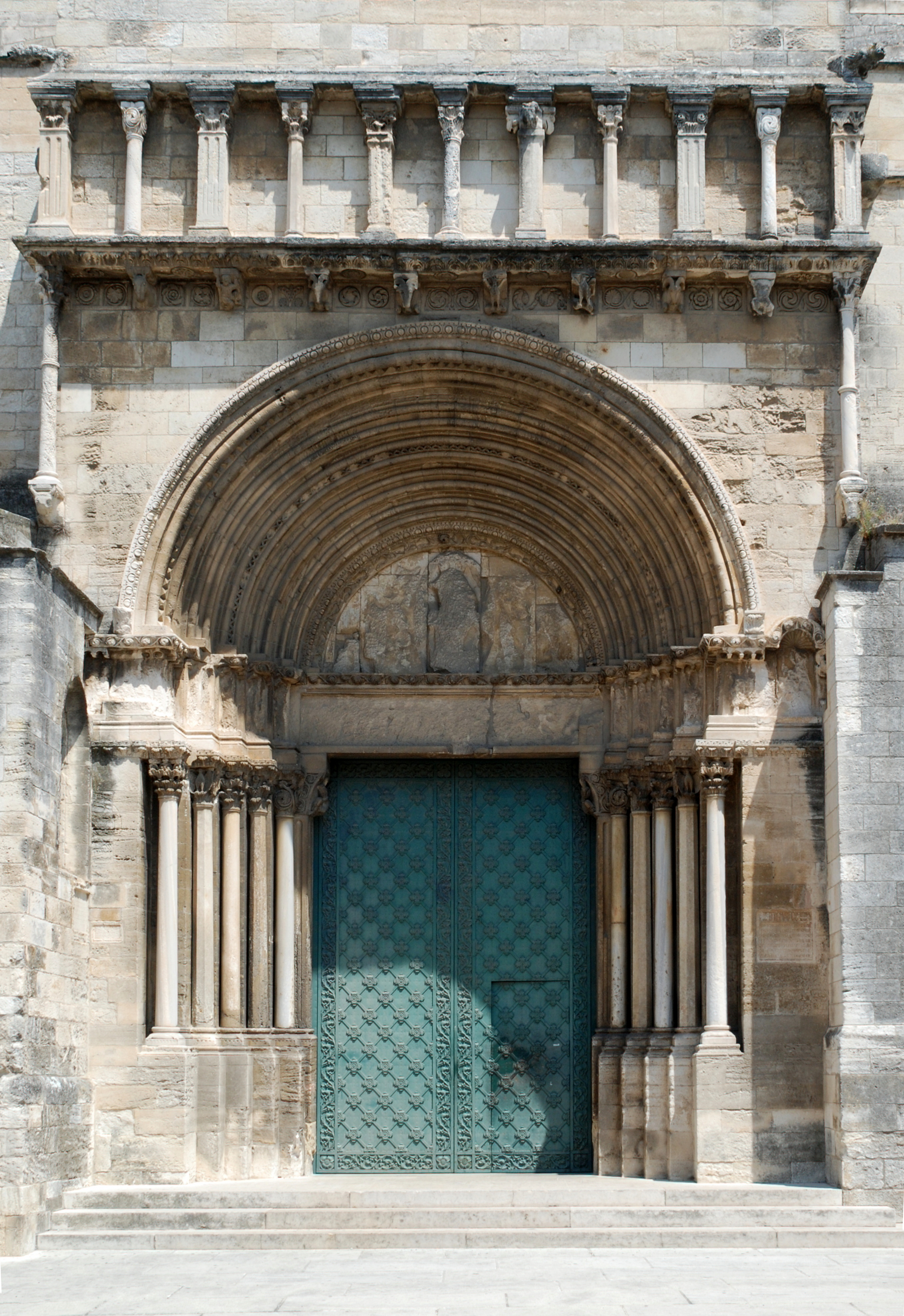
Romanisches Portal

Die Stiftskirche Sainte-Marthe in Tarascon, einer Stadt im französischen Département Bouches-du-Rhône in der Region Provence-Alpes-Côte d’Azur, wurde Ende des 12. Jahrhunderts errichtet. Sie ist seit 1840 ein geschütztes Kulturdenkmal (Monument historique).

## Legende
Der Überlieferung nach soll Martha von Bethanien im Jahr 48 gemeinsam mit ihren Geschwistern auf der Flucht vor Verfolgung nach Südfrankreich gelangt sein. In der Nähe von Marseille soll sie ein Kloster gegründet und ein asketisches Leben geführt haben. Sie reiste nach Tarascon – das damals Nerluc hieß – und bezwang dort das Ungeheuer Tarasque. König Chlodwig I. soll im Jahr 500 bei einer Wallfahrt nach Tarascon durch Berührung der Marthareliquien geheilt worden sein. Später sollen sie verlorengegangen sein. Im Jahr 1187 wurden sie, wie es heißt, in der Krypta der alten Kirche wieder aufgefunden und durch Wunder beglaubigt. Dies war der Anlass für den Bau der heutigen Kirche.

## Geschichte
Die Kirche der hl. Martha wurde am 1. Juni 1197 geweiht. Die romanische Kirche wurde im 14. Jahrhundert gotisiert und erfuhr im 15. und 17. Jahrhundert weitere Veränderungen. Nach Kriegsbeschädigungen im Jahr 1944 restaurierte man große Teile.

## Südportal
Das romanische Südportal, dessen herrlicher Skulpturenschmuck im Laufe der Zeit zerstört wurde, ist beeinflusst von einem Tor der römischen Festungsmauer von Nîmes. Über einem mächtigen Rundbogen verläuft eine Blendbogengalerie und darüber eine Attika.

## Glockenturm
Der gotische Glockenturm wurde 1470 im Auftrag von König René auf einem romanischen Belfried errichtet. Nach seiner Zerstörung im Zweiten Weltkrieg wurde er im Jahre 1975 fachmännisch restauriert.

## Innenraum

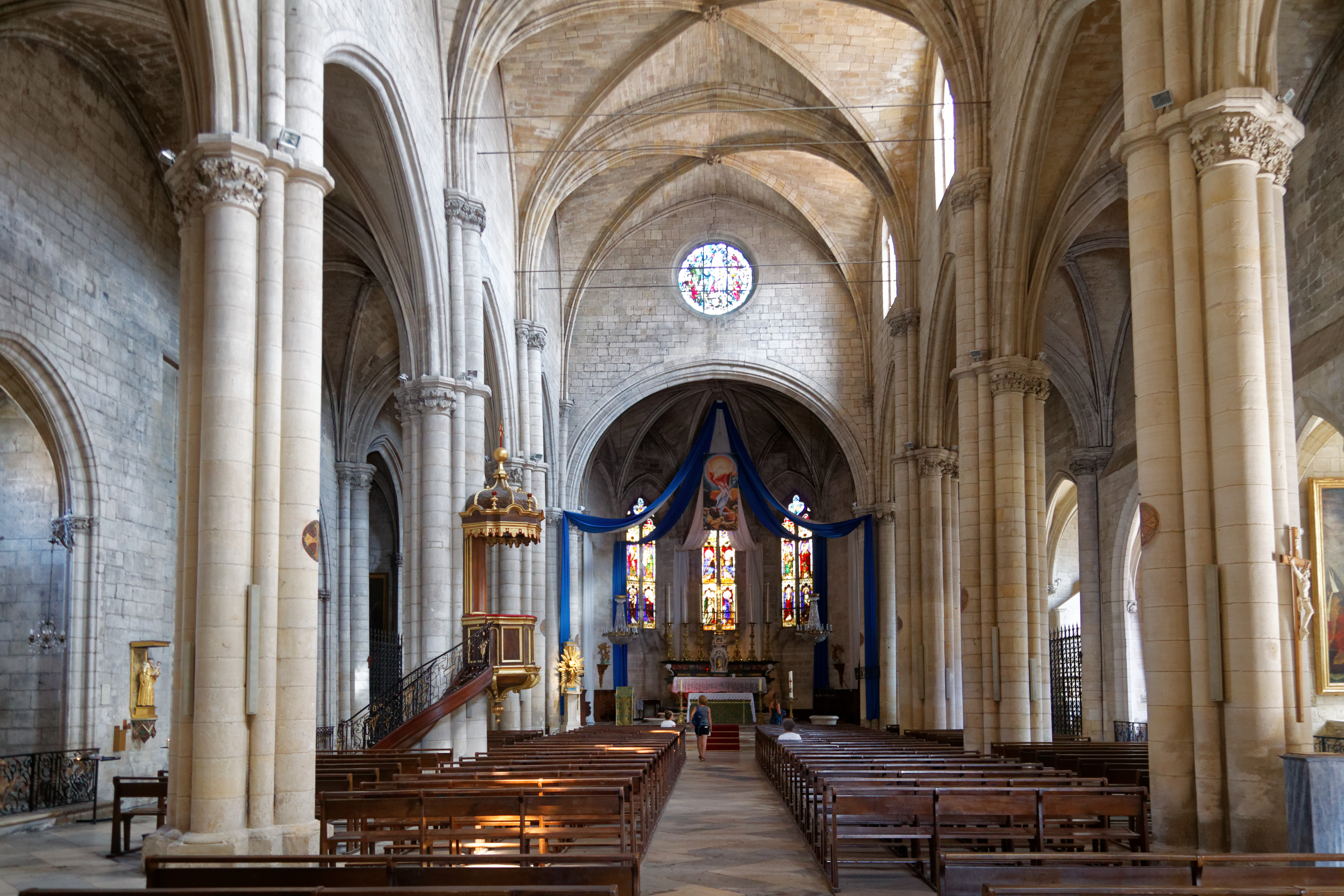
Mittelschiff

Die Kirche wurde auf einem gotischen Grundriss errichtet und 1330 vollendet. Das Hauptgebäude erhebt sich auf Bündelpfeilern: die kleinen stützen das Kreuzrippengewölbe, und die großen tragen die Doppelbögen. Die Seitenkapellen wurden während des 16., 17. und 18. Jahrhunderts in die Mauern der Seitenschiffe eingelassen. Die Schlusssteine im Gewölbe zeigen ein Wappen, Christus als das Lamm Gottes, den Hl. Georg, den Erzengel Michael und die Hl. Martha. Ringsum hängen Gemälde, die zum Teil aus dem 16. Jahrhundert stammen, unter ihnen sieben Werke von Joseph-Marie Vien, die aus dem Leben der Hl. Martha erzählen. In der Vorhalle befindet sich das wertvollste Gemälde, das die Landung der Hl. Martha und ihrer Familie darstellt. Wie die Heilige den Tarasque zähmt, zeigt ein Gemälde hinter der Kanzel, das von Charles André van Loo stammt.

## Orgel

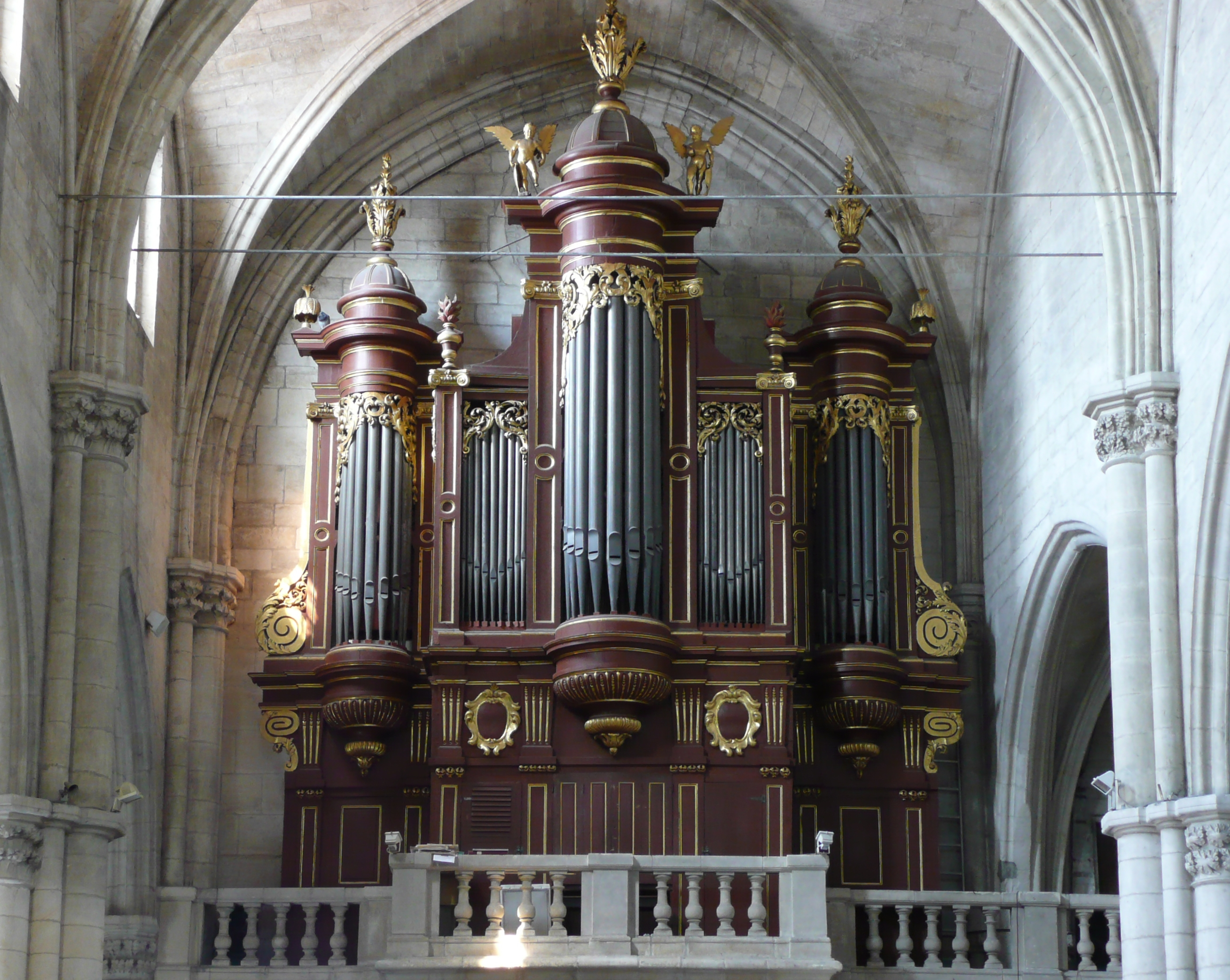
Prospekt der Orgel

Die Orgel ist an der Trennwand zwischen Hauptschiff und Vorhalle angebracht. Das Werk stammt aus dem Jahre 1484. Die Orgel wurde 1604 von dem Orgelbauer Pierre Marchand als einmanualiges Instrument erbaut. 1712 wurde das Instrument nach St. Marthe transferiert und durch Charles Boisselin vergrößert und mit einem farbigen Gehäuse ausgestattet. Die Orgel hat 26 Register auf zwei Manualen und Pedal und steht unter Denkmalschutz.
| I Grand Orgue C–f3 |            |     |
| 1.                 | Bourdon    | 16′ |
| 2.                 | Montre     | 8′  |
| 3.                 | Bourdon    | 8′  |
| 4.                 | Gambe      | 8′  |
| 5.                 | Prestant   | 4′  |
| 6.                 | Flûte      | 4′  |
| 7.                 | Salicional | 4′  |
| 8.                 | Doublette  | 2′  |

| (Fortsetzung) |                |        |
| 9.            | Flageolet      | 2′     |
| 10.           | Nazard         | 2 ⁄3′  |
| 11.           | Tierce         | 1 3⁄5′ |
| 12.           | Fourniture VII |        |
| 13.           | Cornet V       |        |
| 14.           | Trompette      | 8′     |
| 15.           | Clairon        | 4′     |
| 16.           | Cromorne       | 8′     |

| II Récit expressif C–f3 |                   |    |
| 17.                     | Flûte traversière | 8′ |
| 18.                     | Clarabella        | 8′ |
| 19.                     | Flûte harmonique  | 4′ |
| 20.                     | Flûte             | 2′ |
| 21.                     | Cornet IV         |    |
| 22.                     | Trompette         | 8′ |
| 23.                     | Hautbois-basson   | 8′ |
| 24.                     | Voix humaine      | 8′ |

| Pédalef C–d1 |           |    |
| 25.          | Flûte     | 8′ |
| 26.          | Trompette | 8′ |

## Reliquiar
Dem Eingang der Kapelle der Hl. Martha gegenüber befindet sich deren Reliquienschrein aus vergoldetem Kupfer. Er ist eine Kopie des massivgoldenen Schreins, den König Ludwig XI. 1470 der Kirche stiftete und der fast 30 kg wog. Der König war ein großer Verehrer der Heiligen, so dass er die Kirche in den Rang einer Stiftskirche erhob, was dem Rang der Notre-Dame in Paris entspricht.

## Kenotaph
Auf dem Treppenabsatz zur Krypta steht das von Francesco Laurana gefertigte Kenotaph. Die an seiner Vorderseite eingelassenen Löcher ermöglichten es einst den Pilgern, die Reliquien zu berühren.
Weiter unten trifft man auf das Grab des königlichen Statthalters für die Provence, Jean Cossa. Nach dem Tod des Königsgetreuen gab König René die Errichtung des Grabes ebenfalls bei Francesco Laurana in Auftrag. Er ließ als Zeichen für die Loyalität des Statthalters seinen Hund zu Füßen des Toten einmeißeln. Dieses Grab ist ein sehenswertes Beispiel der italienischen Renaissance auf französischem Boden.

## Krypta
Die Krypta geht auf das 1. Jahrhundert zurück, der Sarkophag stammt aus dem 3. Jahrhundert. Die Seitenwände tragen Reliefs mit biblischen Szenen. Die Köpfe der Dargestellten wurden 1653 abgeschlagen, als Arbeiter eine Marmorfigur aufsetzten. Dieser Auftrag stammte vom damaligen Avignoner Erzbischof Marinis, woran eine Votivtafel in der Kapelle erinnert.